# Elżbieta Paździerska
Elżbieta Paździerska (ur. 5 listopada 1988 w Zgorzelcu) – polska koszykarka występująca na pozycjach rozgrywającej lub rzucającej.

## Osiągnięcia
Stan na 4 marca 2018, na podstawie, o ile nie zaznaczono inaczej.
Drużynowe
- Brązowa medalistka mistrzostw Polski (2007)
- Finalistka pucharu Polski (2010)
- Awans do PLKK z MKS MOS Konin (2013)
- Uczestniczka rozgrywek Eurocup (2007/2008, 2009/2010)